# 쯔놈

쯔놈(베트남어: chữ Nôm / 字喃·𡨸喃·𡦂喃 자남; 한국 한자: 喃字 남자)은 베트남어를 적기 위해서 만든 한자에 바탕을 둔 문자체계이다. 14세기 이전에 베트남에서 문자는 한자(Hán tự 한뜨[*] 또는 chữ Nho 쯔뇨[*]) 뿐으로 적은 수의 고유명사를 빼면 베트남어가 온전한 글말로 쓰이는 일은 없었고 한문소양을 갖춘 상류층은 글을 쓸 때 한문만을 썼다.
14세기에 구어체 베트남어를 글말로 나타낼 필요성이 생기자 한자를 베트남어 음운에 맞게 고쳐 만든 쯔놈을 이용해서 19세기까지 베트남어를 나타내는데 사용하였다. 쯔놈은 한국의 이두, 향찰과 비슷하게 음과 훈을 모두 사용하고, 추가로 형성 원리에 따라 기존한자로 나타낼 수 없는 베트남 고유어를 표기하기 위해 새로운 글자를 만들었다. 다만 쯔놈은 한문, 한자지식에 정통한 지식인이나 문인만이 구사할 수 있는 까다롭고 복잡한 체계였으므로, 일반인에게는 널리 보급되지 않았고, 나중에 서양에서 간편한 라틴문자가 들어오자 더 쓰이지 못했다.
현재는 베트남어를 적기 위해 《쯔 꾸옥 응으》(베트남어: chữ Quốc ngữ / 字國語 자국어)라는 라틴문자에 기반한 체계를 쓴다. 이것은 포르투갈과 프랑스의 선교사들이 베트남어를 적기 위해 고안해낸 로마자 표기에 기반한 것이다.

## 역사
한자를 이용하여 베트남어를 표기하려는 시도는 8세기 후반 중국의 지배로부터 일시적으로 국권을 되찾아온 베트남의 영웅인 풍흥(Phùng Hưng)의 시호에 쓰인 한국 한자: 布蓋 포개에서 찾아볼 수 있다. 이 두 글자는 두 가지 방식으로 해석이 가능한데, 하나는 보까이(bố cái)로 발음되는 부모(자신의 부모처럼 존경스러운 사람의 뜻)이며, 다른 하나는 부아까이(vua cái)로 위대한 왕이라는 뜻이다. 10세기 동안 진조(陳朝 968-979년)의 창업주는 나라이름을 다이꼬비엣(베트남어: Đại Cồ Việt / 大瞿越 대구월)이라고 지었다. 이 국명에서 두 번째 글자인 瞿는 한자가 베트남 고유어를 표기하는데 쓰인 또 다른 예이다.(단, 그 의미는 현재 알려져 있지 않다)
1970년대까지 베트남어로 남아있는 가장 오래된 기록은 1343년 약 20개 마을의 이름이 쓰여져 있는 금석문(金石文)으로 알려졌다.

## 쯔놈의 운용

### 가차
- 중국어에서 들어온 차용어(한자어)는 그대로 원래 표기로 나타냈다. 한자 하나에 두가지 읽는법이 있는 경우가 있는데, 하나는 베트남어 소리체계에 동화된 발음인 남음(南音)이고 다른 하나는 비교적 한자어라는 의식이 남아 있는 한월어 발음이다. 예를 들어 本이라는 한자에서 vốn은 남음, bản은 한월어 발음이다.

- 중국어에 없는 베트남어 토박이말 가운데 한자의 소리만을 빌려 나타낸 것이 있다. 베트남어 고유수사에서 1은 một이라고 하는데 뜻과 관계없이 발음이 같은 한국 한자: 沒 몰이라는 한자를 빌려썼다.

### 조자(造字)
기존한자가 없는 베트남어 토박이말(순월어(純越語))은 대개 새로 한자를 만들어 나타냈다. 베트남어는 단음절 성조어이기 때문에 일본과 같은 훈독법보다 새로 한자를 만든다는 발상이 더 쉬웠으리라 생각된다.
- 회의 원리에 따라 두가지 뜻을 맞추어 하나의 한자를 만들었다. 하늘을 뜻하는 베트남어인 trời는 비슷한 개념의 天과 上을 짜맞추어 𡗶라고 하였다.
- 형성원리에 따라 하나는 소리, 하나는 뜻을 나타냈다. 3에 해당하는 베트남어 토박이말 ba는 巴로서 소리를 나타내고 三으로 뜻을 나타내어 𠀧라는 글자가 만들어졌다. 한자의 90%가 형성원리로 만들어졌듯이, 쯔놈에서도 형성원리로 짜여진 문자가 큰 수를 차지한다.
- 적은 수의 쯔놈은 기존 한자의 일부를 따와 만들어졌는데 이런 발상은 구결이나 가타카나와 비슷하다. 그것, 그것들에 해당하는 지시대명사 ấy는 衣에서 윗부분을 없앤 것인데 𧘇 소리가 비슷한 음생략자이고, 하다라는 뜻의 làm은 爲의 윗부분을 딴 것인데 爫 소리와는 관계없이 뜻이 비슷해서 따왔다.

## 표준화
1867년 개혁파의 완장조(阮長祚, Nguyễn Trường Tộ)은 한문 폐지와 함께 쯔놈의 표준화를 제안했지만, 국음한자(國音漢字, Quốc âm Hán tự)라고 불리는 시스템은 사덕제(嗣德帝)에 의해 거부되었다.
2022년 베트남 한놈부활 위원회는 '상용 표준 한놈자 표'(榜𡨸漢喃準常用 Bảng chữ Hán Nôm Chuẩn Thường dùng)를 발표했다. 표에서 표준화된 5,524자는 현대베트남어의 일상 사용의 약 98%를 커버하고 있다고 한다.

## 컴퓨터 인코딩
1993년에 베트남 정부는 베트남어 알파벳에 대한 8비트 코딩 표준(TCVN 5712:1993 또는 VSCII)과 쯔놈에 대한 16비트 표준(TCVN 5773:1993)을 발표했다. 이 문자 그룹을 "V0"이라고 한다. 1994년에 표의문자 조사관 그룹은 쯔놈 문자를 유니코드의 일부로 포함하는 데 동의했다. 개정된 표준인 TCVN 6909:2001은 9,299개의 문자를 정의합니다. 이 문자 중 약 절반은 베트남에만 해당된다. 아직 인코딩 되지 않은 쯔놈 문자가 한중일 통합 한자 확장 B에 추가되었다(이 문자들은 5자리 숫자의 16진수 코드 포인트를 가지고 있다. 앞에 인코딩된 문자들은 4자리 숫자의 16진수 코드 포인트를 가지고 있다.)
| 코드                                                                                                 | 문자           | 유니코드 블록                            | 표준                                     | 기록 | V 소스               | 출처                     |
| --- | -------------- | ---------------------------------------- | ---------------------------------------- | ---- | -------------------- | ------------------------ |
| V0                                                                                                   | 2,246          | 기본 블록 (593), A (138), B (1,515)      | TCVN 5773:1993                           | 2001 | V0-3021 to V0-4927   | 5                        |
| V1                                                                                                   | 3,311          | 기본 블록 (3,110), C (1)                 | TCVN 6056:1995                           | 1999 | V1-4A21 to V1-6D35   | 2, 5                     |
| V2                                                                                                   | 3,205          | 기본 블록 (763), A (151), B (2,291)      | VHN 01:1998                              | 2001 | V2-6E21 to V2-9171   | 2, 5                     |
| V3                                                                                                   | 535            | 기본 블록 (91), A (19), B (425)          | VHN 02:1998                              | 2001 | V3-3021 to V3-3644   | 논문                     |
| V4                                                                                                   | 785 (인코딩된) | 확장 C                                   | 소스 1, 3, 6으로 정의됨                  | 2009 | V4-4021 to V4-4B2F   | 1, 3, 6                  |
| V04                                                                                                  | 1,028          | 확장 E                                   | 인코딩되지 않은 V4 및 V6 문자            | 예정 | V04-4022 to V04-583E | V4: 1, 3, 6; V6: 4, 논문 |
| V5                                                                                                   | ~900           | 2001년에 제안되었으나 이미 코딩되어 있음 | 2001년에 제안되었으나 이미 코딩되어 있음 | 2001 | None                 | 2, 5                     |
| 출처: 응우옌꾸엉홍, "Unibook Character Browser", Unicode,Inc., "Code Charts – CJK Ext. E" (N4358-A). |                |                                          |                                          |      |                      |                          |

문자는 다음 출처에서 추가되었다.:
1. 호앙찌에우언(Hoàng Triều Ân), (Tự điển chữ Nôm Tày [Tay족의 쯔놈 사전], 2003.
2. 언어학연구소, Bảng tra chữ Nôm [쯔놈 색인], 하노이, 1976.
3. 응우옌꾸엉홍(Nguyễn Quang Hồng), 편집자, Tự điển chữ Nôm [쯔놈 사전], 2006.
4. 쩐반끼엔(Trần Văn Kiệm) 신부, Giúp đọc Nôm và Hán Việt [쯔놈 및 한월어 지원], 2004.
5. 부반낀(Vũ Văn Kính) & 응우옌꾸엉씨(Nguyễn Quang Xỷ), Tự điển chữ Nôm [쯔놈 사전], 사이공, 1971.
6. 부반낀, Bảng tra chữ Nôm miền Nam [남부 쯔놈 표], 1994.
7. 부반낀, Bảng tra chữ Nôm sau thế kỷ XVII [17세기 이후 쯔놈 표], 1994.
8. 부반낀, Đại tự điển chữ Nôm[쯔놈 대사전], 1999.
9. 응우옌반후옌(Nguyễn Văn Huyên), Góp phần nghiên cứu văn hoá Việt Nam [베트남 문화 연구 기여], 1995.[8]

V2, V3, V4 제안은 응우옌꾸엉홍이 이끄는 한놈 연구소의 그룹에 의해 개발되었다. 2001년에 개발된 V4에는 이전에 베트남 북부의 따이족이 사용했던 400개 이상의 표의 문자가 포함되어 있다. 이를 통해 따이어가 자체 등록 코드를 얻을 수 있었다. V5는 2001년에 제안된 약 900자의 세트이다. 이러한 문자는 이미 유니코드의 일부였기 때문에 IRG는 해당 문자를 편집할 수 없으며 베트남어 코드가 추가되지 않는다고 결론지었다.(이는 1999년 버전 3.0에 국가 코드가 소급 추가되었다는 사실에도 불구하고 그렇게 하였다.) 응오탄냔(Ngô Thanh Nhàn)이 이끄는 놈나(Nôm Na) 그룹은 2000년에 거의 20,000개의 쯔놈 문자 세트를 출판했다. 이 세트에는 앞서 제안된 문자와 "V6"이라고 불리는 대규모 추가 문자 그룹이 모두 포함되어 있다. 이들은 주로 이미 코드 포인트가 할당된 쩐반끼엔 사전의 한 문자이다. 문자 판독은 홍(Hồng) 그룹에서 수동으로 결정한 반면, 냔(Nhàn) 그룹은 이러한 목적을 위한 소프트웨어를 개발했다. 두 그룹의 작업은 통합되어 2008년 한놈 코드 문자 레퍼토리로 출판되었다.
| 문자 | 구성요소   | 쯔놈 읽기 | 한월어 읽기 | 뜻                                | 코드 포인트 | V 소스  | 기타 소스   |
| --- | ---------- | --------- | ----------- | --------------------------------- | ----------- | ------- | ----------- |
| 吧 | ⿰口巴     | và        | ba          | 그리고 (약간 격식을 차린)         | U+5427      | V0-3122 | G0,J,KP,K,T |
| 傷 | ⿰亻⿱𠂉昜 | thương    | thương      | 상처, 부상, 비낭만적으로 사랑하다 | U+50B7      | V1-4C22 | G1,J,KP,K,T |
| 𠊛 | ⿰㝵人     | người     | N/A         | 사람들                            | U+2029B     | V2-6E4F | None        |
| 㤝 | ⿰忄充     | suông     | song        | 평범한, 비어있는                  | U+391D      | V3-313D | G3,KP,K,T   |
| 𫋙 | ⿰虫強     | càng      | N/A         | 발톱, 집게발                      | U+2B2D9     | V4-536F | None        |
| 𫡯 | ⿰朝乙     | chàu      | N/A         | 발톱, 집게발                      | U+2B86F     | V4-405E | None        |
| 키: G0 = 중국 (GB 2312); G1 = 중국 (GB 12345); G3 = 중국 (GB 7589); GHZ = 한어대전; J = 일본; KP= 북한; K = 대한민국; T = 타이완. 소스: Unihan Database, Vietnamese Nôm Preservation Foundation, "Code Charts – CJK Ext. E" (N4358-A). The Han-Viet readings are from Hán Việt Từ Điển. |            |           |             |                                   |             |         |             |

중국어에 존재하지 않는 문자는 괄호 안의 문자를 기준삼아 한월어로 읽는다. càng(強)의 공통 문자에는 부수 虫(벌레)가 포함된다. 이 부수는 중복적으로 추가되어 위 표에 표시된 드문 변형인 𫋙를 생성된다. 𫡯 (chàu) 라는 문자는 따이족에게만 해당된다. 이는 2015년 6월 버전 8.0부터 유니코드 표준의 일부가 되었기 때문에 글꼴 및 입력기 지원이 아직 거의 없다. 베트남어에 해당하는 문자인 朝의 변형이다.

## 같이 보기
- 방괴장자
- 한월어
- 베트남어
- 베트남어의 한자

## 주해
1. ↑  이 문자는 따이어에만 사용되며 베트남어 변형은 𢀭 giàu이다.

## 인용문
1. ↑  DeFrancis 1977:21-23
2. ↑  DeFrancis 1977, 101–105쪽.
3. ↑  榜𡨸漢喃準常用 Bảng chữ Hán Nôm Chuẩn Thường dùng 보관됨 2022-05-27 - 웨이백 머신 (PDF)
4. ↑  List of Commonly Used Standard chữ Hán Nôm
5. ↑  工具查究𡨸漢喃準 Công cụ Tra cứu chữ Hán Nôm Chuẩn
6. ↑  Luong Van Phan, "Country Report on Current Status and Issues of e-government Vietnam – Requirements for Documentation Standards". The character list for the 1993 standard is given in Nôm Proper Code Table: Version 2.1 by Ngô Thanh Nhàn.
7. ↑  "Han Unification History", The Unicode Standard, Version 5.0 (2006).
8. 1 2 3 4 5 6 7 8 9 10 11  (베트남어) Nguyễn Quang Hồng, "Giới thiệu Kho chữ Hán Nôm mã hoá" [Hán Nôm Coded Character Repertoire Introduction], Vietnamese Nôm Preservation Foundation.
9. 1 2  "Code Charts – CJK Ext. E", (N4358-A), JTC1/SC2/WG2, Oct. 10, 2012.
10. ↑  Thanh Nhàn Ngô, Manual, the Nôm Na Coded Character Set, Nôm Na Group, Hanoi, 2005. The set contains 19,981 characters.
11. 1 2  Institute of Hán-Nôm Studies and Vietnamese Nôm Preservation Foundation, Kho Chữ Hán Nôm Mã Hoá [Hán Nôm Coded Character Repertoire] (2008).
12. ↑  (베트남어) Trần Văn Kiệm, Giúp đọc Nôm và Hán Việt [Help with Nom and Sino-Vietnamese], 2004, "Entry càng", p. 290.
13. ↑  Hoàng Triều Ân, Tự điển chữ Nôm Tày [Nom of the Tay People], 2003, p. 178.
14. ↑  Detailed information: V+63830", Vietnamese Nôm Preservation Foundation.
"List of Unicode Radicals", VNPF.
Kiệm, 2004, p. 424, "Entry giàu."
Entry giàu", VDict.com.

## 참고 문헌
- DeFrancis, John (1977). Colonialism and Language Policy in Viet Nam . The Hague: Mouton.
- Hannas, Wm. C. (1997). Asia's Orthographic Dilemma. Chapter 4, "Vietnamese". Honolulu: University of Hawaii Press. ISBN 0-8248-1842-3
- Schneider, Paul 1992. Dictionnaire Historique Des Idéogrammes Vietnamiens / (licencié en droit Nice, France : Université de Nice-Sophia Antipolis, R.I.A.S.E.M.)
- 중국어: 周有光, 병음: Zhou Youguang (1998). 중국어 정체자: 《比較文字学初探》, 병음: Bijiao wenzi xue chutan "A Comparative Study of Writing Systems". Beijing: Yuwen chubanshe.
- Chʻen, Ching-ho (n. d.). A Collection of Chữ Nôm Scripts with Pronunciation in Quốc-Ngữ. Tokyo: Keiô University.
- Nguyễn, Đình Hoà (2001). Chuyên Khảo Về Chữ Nôm = Monograph on Nôm Characters. Westminster, CA: Institute of Vietnamese Studies, Viet-Hoc Pub. Dept.. ISBN 0-9716296-0-9
- Nguyễn, N. B. (1984). The State of Chữ Nôm Studies: The Demotic Script of Vietnam. Vietnamese Studies Papers. [Fairfax, VA]: Indochina Institute, George Mason University.
- O'Harrow, S. (1977). A Short Bibliography of Sources on "Chữ-Nôm". Honolulu: Asia Collection, University of Hawaii.